# Autocesta A9
L'autocesta A9 (A9) ("autostrada A9"), già superstrada B9 (in lingua croata brza cesta B9) prima dei lavori di raddoppio, è un'autostrada croata della Regione istriana che collega i due valichi di confine croato-sloveni sul Dragogna (a nord di Buie d'Istria) con Pola, nell'estremo sud della penisola.
Rappresenta il ramo occidentale ed inferiore della cosiddetta Y istriana, a servizio della costa occidentale per tutta la sua lunghezza. Completata definitivamente nel giugno 2011 come autostrada a due corsie per senso di marcia, è gestita fino al 2027 dalla Bina Istra.
La superstrada, costruita negli anni '80-'90, era composta da due corsie, una per senso di marcia ed era gratuita per circa metà del suo percorso. I tratti a pagamento erano il segmento meridionale, dalla barriera di Pola al raccordo di Canfanaro ed il viadotto sul fiume Quieto (Viadukt Mirna), aperto nel 2005 è una struttura a due corsie lunga 1355 m con i piloni alti 40 m e che rappresenta l'opera più importante dell'intera struttura viaria. L'altra importante infrastruttura è il ponte sul canale di Leme (Limska draga): costruito tra il 1988 e il 1991, fu il primo tratto della Y istriana ad essere aperto al traffico; il ponte è lungo 552 m, il pilone più alto misura 120 m e la carreggiata è a due corsie.
Nei pressi della località di Canfanaro vi è l'intersezione col ramo orientale della Y istriana, la superstrada B8/autostrada A8, che la collega con Mattuglie e quindi il sistema autostradale croato.

## Completamento dell'autostrada
L'arteria subisce un forte traffico nei mesi estivi, rappresentando l'alternativa principale alla strada statale 75. La statale, che corre lungo l'asse disegnato dalla Via Flavia, è stata per anni l'unico, e tortuoso, asse di collegamento terrestre tra l'Italia e le principali località turistiche dell'Istria. Per tale ragione nel giugno del 2011 è stato completato l'adeguamento della B9 agli standard autostradali venendo rinominata come Autostrada A9.
Per ora non sono stati raddoppiati i viadotti fiume sul Quieto e sul Canale di Leme. L'inizio dei lavori di raddoppio di entrambi i viadotti è previsto per il 2023.

### Tabella percorso
| A 9 BUIE - POLA |                                                                           |                              |                  |  |
|                 | Valichi di Plovania e di Castelvenere Confine di Stato - Slovenia-Croazia | 45° 27' lat N 13° 39° long E | Regione Istriana |  |
|                 | Umago - Termine autostrada Salvore                                        | 45° 27' lat N 13° 37° long E | Regione Istriana |  |
|                 | Area parcheggio "Buie" bidirezionale                                      | 45° 26' lat N 13° 37° long E | Regione Istriana |  |
|                 | Buie Verteneglio, Umago                                                   | 45° 24' lat N 13° 37° long E | Regione Istriana |  |
|                 | Villanova del Quieto Cittanova                                            | 45° 21' lat N 13° 37° long E | Regione Istriana |  |
|                 | Barriera Quieto                                                           | 45° 19' lat N 13° 39° long E | Regione Istriana |  |
|                 | Area parcheggio "Quieto" bidirezionale                                    | 45° 19' lat N 13° 41° long E | Regione Istriana |  |
|                 | Visignano Parenzo, Porto Cervera, Montona                                 | 45° 16' lat N 13° 42° long E | Regione Istriana |  |
|                 | Area parcheggio "Mondellebotte" bidirezionale                             | 45° 14' lat N 13° 42° long E | Regione Istriana |  |
|                 | Monpaderno Parenzo, Fontane                                               | 45° 12' lat N 13° 43° long E | Regione Istriana |  |
|                 | Medachi di San Lorenzo del Pasenatico Orsera, Canale di Leme              | 45° 09' lat N 13° 44° long E | Regione Istriana |  |
|                 | Area parcheggio "Canale di Leme" monodirezionale                          | 45° 07' lat N 13° 47° long E | Regione Istriana |  |
|                 | Canfanaro Rovigno                                                         | 45° 06' lat N 13° 48° long E | Regione Istriana |  |
|                 | Superstrada B8 Pisino                                                     | 45° 06' lat N 13° 48° long E | Regione Istriana |  |
|                 | Area di parcheggio "Valle" bidirezionale                                  | 45° 02' lat N 13° 49° long E | Regione Istriana |  |
|                 | Dignano nord Valle d'Istria                                               | 44° 59' lat N 13° 50° long E | Regione Istriana |  |
|                 | Dignano sud Isole Brioni                                                  | 44° 57' lat N 13° 52° long E | Regione Istriana |  |
|                 | Area parcheggio "Gallesano"                                               | 44° 55' lat N 13° 53° long E | Regione Istriana |  |
|                 | Pola Medolino                                                             | 44° 53' lat N 13° 53° long E | Regione Istriana |  |
|                 | Termine autostrada                                                        | 44° 53' lat N 13° 53° long E | Regione Istriana |  |